# Hajnal Henrik
Hajnal Henrik, 1898-ig Streicher Henrik (Vicsápapáti, 1877. december 24. – Budapest, 1961. március 24.) ügyvéd, jogi szakíró, Hajnal Dávid pedagógus, irodalomtörténész testvére.

## Élete
Streicher Sámuel és Guttmann Netti (1850–1944) fiaként született. Tanulmányait külföldön és a Budapesti Tudományegyetemen végezte. 1900-ban jogi oklevelet szerzett, majd 1906-ig ügyvédgyakornok volt. 1906-ban ügyvédi vizsgát tett és haláláig saját ügyvédi irodáját vezette. 1910-ben a Budapesti Tudományegyetem magántanára lett. A második világháborút követően törvényszéki tolmácsként is dolgozott. Nemzetközi joggal – elsősorban a Duna-kérdéssel – foglalkozott.
Első házastársa Krausz Klára Minka volt, akit 1915. január 25-én Budapesten, a Terézvárosban vett nőül. 1926-ban elváltak. Esküvői tanúja Concha Győző volt. Második felesége Lőwinger Blanka (1896–1986) volt, akivel 1929 és 1940 között élt házasságban. 1946-tól haláláig Groszman Bella férje volt.
A Kozma utcai izraelita temetőben nyugszik (33-25-1).

## Főbb művei
- The Danube. It’s Historical, Political and Economical Importance (The Hague, 1920)
- A barcelonai konferencia (A Magyar Külügyi Társaság Közgazdasági Osztálya kiadványai. Budapest, 1922)
- A nemzetközi Dunaegyezmény (A Magyar Külügyi Társaság Nemzetközi Jogi Osztálya kiadványai. Budapest, 1923)
- A Duna nemzetközi joga (Budapesti Szemle, 1925)
- Az államháztartás parlamenti ellenőrzésének módszerei (Közgazdasági Szemle, 1928)
- La Commission Européenne du Danube (Revue de Droit Internationale. Bruxelles, 1928)
- Il diritto internazionale privato ungherese in materia di matrimonio e divorzio (Róma, 1929, franciául: Párizs, 1930)
- La droit du Danube international. Az előszót Charles de Visscher írta. (La Haye, 1929)
- A korlátolt felelősségű társasági szerződés fontosabb rendelkezései (Jogtudományi Közlöny, 1930)
- A korlátolt felelősségű társaságról szóló törvény alkalmazása. Útmutató és iratmintatár. Biba Ferenccel. A bevezetőt Kuncz Ödön írta. (TÉBE Könyvtár. 69. Budapest, 1932, 2. átdolgozott és bővített kiadás: 1937)
- A kúria újabb házasságjogi gyakorlatából (Jogtudományi Közlöny, 1933)
- Az officialitás a házassági perekben (Jogállam, 1934)
- A Magyar Királyi Kúria legújabb gyakorlata köteléki és nőtartási perekben. Anyagi jog. Írta és összeállította. Az előszót Wesztermayer Vidor írta. (A „Polgári Jog” Könyvtára. 21. Budapest, 1936)
- Csábítás, jegyszegés és a jog. A Magyar Királyi Kúria legújabb gyakorlata. Ungár Margittal. A bevezetőt Tóth György írta. (Pécs, 1939)
- A nemzetközi jog eredete (Budapest, 1942)
- Csemegi Károly élete és működése (Budapest, 1943)
- Serlegbeszéd gr. Apponyi Albertről (Budapest, 1944)